# Cleo Jensen
Cleo Jensen, artistnamn för Ellen Sofie Jensen, född Ellen Sofie Christiansen 8 december 1921, död 3 mars 2006. Dansk sångerska och skådespelare.
Cleo var bakgrundssångerska på Dyrehavsbakken 1947-1963. Hon hade teateruppträdanden hos Stig Lommer 1957-1958 och medverkade i Helsingörreyn och på Det ny Scala. På TV gjorde hon succé när hon medverkade i Hylands hörna. När hon drog sig tillbaka startade hon ett café tillsammans med sin man vid Fjellerup på Djursland. Senare drev de ett konstgalleri i Odder. Hon var även aktiv inom kommunpolitiken och blev invald på en egen lista i Nørre Djurs kommun.

## Filmografi

### Filmer
- 1951 - Bag de røde porte - sig själv
- 1966 - Der var engang - kock
- 1966 - Åh, en så'n tokstolle - Doris
- 1966 - Vår fantastiska dadda - Pedersen
- 1966 - Läderlappen
- 1967 - Elvira Madigan - sig själv

### TV-serier
- 1968 - Polizeifunk ruft - sig själv, 1 avsnitt